# Station Kity
Station Kity is een spoorwegstation in de Poolse plaats Dąbrowa-Kity.